# Satz von Cayley-Bacharach

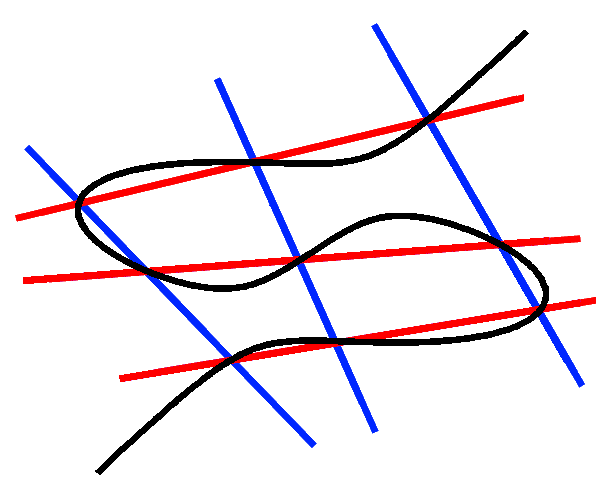
Zwei Kubiken (rot und blau, hier speziell jeweils drei Geraden) schneiden sich in neun Punkten. Jede weitere Kubik (schwarz), die durch acht dieser neun Punkte geht, enthält bereits den neunten Punkt.

Der Satz von Cayley-Bacharach ist ein mathematischer Satz aus dem Gebiet der algebraischen Geometrie. Er macht eine Aussage darüber, dass in bestimmten Fällen algebraische Kurven, die durch einen Teil der Schnittpunkte zweier weiterer algebraischer Kurven gehen, bereits alle diese Schnittpunkte enthalten. Insbesondere enthält eine kubische Kurve, die durch acht von neun Schnittpunkten zweier weiterer Kubiken geht, auch den letzten Schnittpunkt. Formuliert und bewiesen wurde diese Aussage erstmals von Michel Chasles, benannt wird der Satz meist nach Arthur Cayley und Isaak Bacharach, die Verallgemeinerungen der Aussage vorschlugen oder bewiesen.

## Aussage
In Chasles’ Formulierung besagt der Satz das Folgende:

Schneiden sich zwei kubische Kurven in der projektiven Ebene in neun verschiedenen Punkten, so enthält jede kubische Kurve, die durch acht dieser Punkte geht, auch den neunten.

Nach dem Satz von Bézout ist dabei 9 die maximal mögliche Zahl verschiedener Schnittpunkte, sofern die beiden Kurven keine gemeinsame Komponente besitzen. Über einem algebraisch abgeschlossenen Körper wird diese Maximalzahl immer erreicht, wenn die Punkte alle verschieden sind.
Eine Verallgemeinerung des Satzes stammt von Cayley. In der ursprünglichen Fassung fehlen bei ihm allerdings wichtige Bedingungen, auch sein Beweis enthielt mehrere Lücken. Bacharach konnte aufbauend auf Arbeiten von Alexander von Brill und Max Noether diese Mängel beheben und stellte in seiner Antrittsvorlesung 1881 eine korrekte Verallgemeinerung vor. In einer späteren Publikation formulierte er die Verallgemeinerung folgendermaßen:
Schneiden sich zwei algebraische Kurven der Ordnungen {\displaystyle d_{1}} und {\displaystyle d_{2}} in {\displaystyle d_{1}d_{2}} verschiedenen Punkten, so enthält jede algebraische Kurve der Ordnung {\displaystyle k} mit {\displaystyle k\geq d_{1}}, {\displaystyle k\geq d_{2}} und {\displaystyle k\leq d_{1}+d_{2}-3}, die durch alle bis auf {\displaystyle {d_{1}+d_{2}-k-1 \choose 2}} dieser Punkte geht, auch diese restlichen Punkte; es sei denn, dass diese {\displaystyle {d_{1}+d_{2}-k-1 \choose 2}} Punkte auf einer Kurve der Ordnung {\displaystyle d_{1}+d_{2}-k-3} liegen.
Für {\displaystyle d_{1}=d_{2}=k=3} ergibt sich gerade Chasles’ Satz.

## Beweisidee
Ist {\displaystyle \Gamma } eine Menge von Punkten der projektiven Ebene, so bilden die Polynome eines bestimmten Grades {\displaystyle d}, die in allen Punkten von {\displaystyle \Gamma } verschwinden, einen Vektorraum. Die Kodimension dieses Vektorraums im Vektorraum aller Polynome vom Grad {\displaystyle d} gibt an, wie sehr {\displaystyle \Gamma } die Wahl einer algebraischen Kurve vom Grad {\displaystyle d} durch die Punkte einschränkt.
Für Punkte in allgemeiner Lage erwartet man, dass diese Kodimension mit der Zahl der Punkte übereinstimmt, denn jeder Punkt stellt eine lineare Bedingung an das Polynom.
Der Vektorraum aller homogenen Polynome in drei Variablen von Grad {\displaystyle d} hat die Dimension {\displaystyle {d+2 \choose 2}}, im Fall für Kubiken also Dimension 10. Bezeichnet {\displaystyle \Gamma } die Menge der neun Schnittpunkte und {\displaystyle \Gamma '\subset \Gamma } eine 8-elementige Teilmenge, so erwartet man also für {\displaystyle \Gamma '} eine Kodimension von 8. Aber auch für {\displaystyle \Gamma } ergibt sich eine Kodimension von maximal 8, da es mit den beiden Polynomen, die die beiden gegebenen Kubiken definieren, bereits zwei linear unabhängige Polynome gibt, die in allen Punkten von {\displaystyle \Gamma } verschwinden.
Tatsächlich kann man zeigen, dass die Kodimension für {\displaystyle \Gamma } und {\displaystyle \Gamma '} übereinstimmen und damit jede Kubik durch die Punkte von {\displaystyle \Gamma '} bereits durch alle Punkte von {\displaystyle \Gamma } geht.

## Anwendungen

### Sätze von Pappos und Pascal

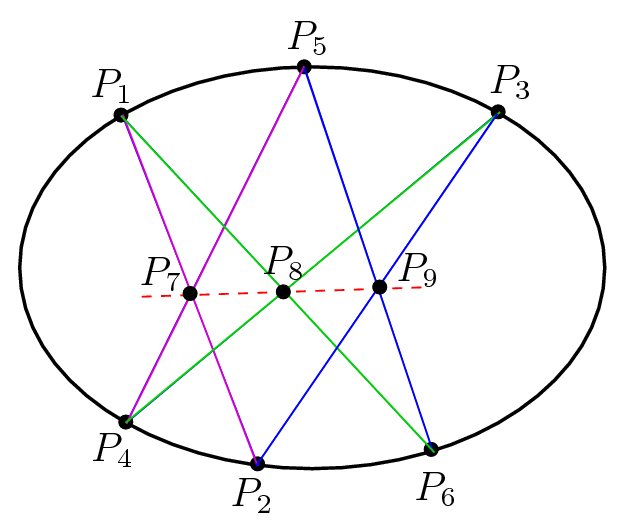
Satz von Pascal

Sowohl der Satz von Pappos als auch der Satz von Pascal sind Spezialfälle des Satzes von Cayley-Bacharach. Sind {\displaystyle P_{1},\dots ,P_{6}} sechs Punkte auf einem Kegelschnitt, so bilden die drei Geraden {\displaystyle P_{1}P_{2}}, {\displaystyle P_{3}P_{4}} und {\displaystyle P_{5}P_{6}} einerseits und {\displaystyle P_{2}P_{3}}, {\displaystyle P_{4}P_{5}} und {\displaystyle P_{6}P_{1}} andererseits zwei Kubiken, die sich in neun Punkten schneiden, nämlich in {\displaystyle P_{1},\dots ,P_{6}} sowie in den drei Schnittpunkten {\displaystyle P_{7}}, {\displaystyle P_{8}} und {\displaystyle P_{9}}. Der Kegelschnitt bildet zusammen mit der Geraden durch {\displaystyle P_{7}} und {\displaystyle P_{8}} ebenfalls eine Kubik, diese geht durch acht der Punkte, nach dem Satz von Cayley-Bacharach also auch durch {\displaystyle P_{9}}. Damit sind {\displaystyle P_{7}}, {\displaystyle P_{8}} und {\displaystyle P_{9}} kollinear, dies ist gerade der Satz von Pascal. Analog lässt sich auch der Satz von Pappos herleiten.

### Gruppenoperation auf elliptischen Kurven

Addition von Punkten auf einer elliptischen Kurve

Mit Hilfe des Satzes von Cayley-Bacharach lässt sich leicht das Assoziativgesetz für die Addition auf elliptischen Kurven beweisen: Seien {\displaystyle P}, {\displaystyle Q} und {\displaystyle R} drei Punkte auf einer elliptischen Kurve, {\displaystyle O} der (in der Abb. im Unendlichen liegende) Punkt, der das neutrale Element darstellt. Dann bilden die drei Geraden {\displaystyle QR}, {\displaystyle O(P+Q)} und {\displaystyle P(Q+R)} eine Kubik, ebenso die drei Geraden {\displaystyle PQ}, {\displaystyle O(Q+R)} und {\displaystyle R(P+Q)}. Die Schnittpunkte dieser beiden Kubiken sind {\displaystyle P}, {\displaystyle Q}, {\displaystyle R}, {\displaystyle O}, {\displaystyle P+Q}, {\displaystyle Q+R}, {\displaystyle -P-Q} (auf den Geraden {\displaystyle O(P+Q)} und {\displaystyle PQ}), {\displaystyle -Q-R} (auf den Geraden {\displaystyle QR} und {\displaystyle O(Q+R)}), sowie der Schnittpunkt von {\displaystyle P(Q+R)} und {\displaystyle R(P+Q)}. Die elliptische Kurve enthält die ersten acht Punkte, also auch den letzten. Dieser muss daher {\displaystyle -P-(Q+R)=-R-(P+Q)} sein, womit {\displaystyle (P+Q)+R=P+(Q+R)} gilt.